# フィリッパ・ド・トゥールーズ
フィリッパ・ド・トゥールーズ（フランス語：Philippa de Toulouse, 1073年頃 - 1117年11月28日）本名フィリップ・ド・トゥールーズ（フランス語：Philippe de Toulouse）、他マティルド（マオー）＝フィリッパ・ド・トゥールーズ（フランス語：Mathilde（Mahaut）Philippa de Toulouse）は、トゥールーズ女伯（在位：1094年、1098年 - 1101年、1112年 - 1117年）。本項目では以下、後世名付けられたフィリッパ・ド・トゥールーズの名を用いる。
トゥールーズ伯ギヨーム4世と妻エマ・ド・モルタンの子女の中でギヨーム4世の臨終時、唯一生存していた娘。アキテーヌ公ギヨーム9世の2人目の妃。   

## 生涯

### 結婚と最初のトゥールーズ占領
1094年、父ギヨーム4世がエルサレムへの聖地巡礼中に死去し、父から後継者に指名される。しかし、一方でフィリッパの祖父トゥールーズ伯ポンスは父ギヨーム4世が男子相続人を遺さずに死去した場合、次代トゥールーズ伯位および遺産相続人には、父がトゥールーズ不在の間、摂政を務めていた父の末弟にあたる叔父レーモン4世を指名していた。そのため、それを理由にフィリッパは叔父にトゥールーズ伯位を簒奪されてしまう。
レーモン4世が相続人となった直後、フィリッパはアキテーヌ及びガスコーニュ公でありポワティエ伯ギヨーム9世と結婚した。この結婚で7人ほどの子女をもうけたとされる。
1098年、ギヨーム9世はレーモン4世が第1回十字軍遠征でトゥールーズ不在の間、摂政を息子（フィリッパの従兄）のベルトランに任せていた隙を突き、ギヨーム9世とフィリッパは無血でトゥールーズを占領した。翌1099年、夫ギヨーム9世も妻に摂政を任せて十字軍に参加している。 さらに翌1100年、聖母マリアを崇拝していたフィリッパはポワティエに宗教的コミュニティを確立するため夫を説得し、ロベール・ダルブリッセル司教に土地を付与し、フォントヴロー修道院を設立した。 
だが年内に夫がトゥールーズ領を抵当に入れ、ベルトランから莫大な融資を受けて十字軍遠征の資金としたことに驚愕した。夫の借金により、フィリッパは統治していたトゥールーズから離され、アキテーヌの首都ポワティエに送られた。そこからギヨーム9世が不在の間、彼女は夫に代わって摂政を務め、アキテーヌを統治した。そのような出来事があったにもかかわらず、ギヨーム9世が十字軍遠征からの帰還後、しばらくの間は夫婦仲は円満であり、フィリッパは夫と仲睦まじく暮らし、1099年に産まれた長男ギヨーム10世の下にさらに次男レーモンと5人の娘を産んだとされる。 

### 2度目のトゥールーズ占領
しかし、自分の女性関係を歌にしたり、夫婦の会話中に自分の艶福さを自慢してくる夫をフィリッパは無視するようになり、代わりにカトリック（特に彼女が熱心であったフォントヴロー修道院やロベール・ダルブリッセル司教）の教えへの信仰を深めることに集中し、男性に対する女性の優位性を説いた。フィリッパのこのような活動は、当時の夫ギヨーム9世を含めた多くの男性達から反感を買い、夫から自分のカトリックの教えへの執心振りに対して「娼婦の大修道院を開く」と吹聴された上、揶揄されたことにより、夫婦仲に亀裂が入った。
ギヨーム9世は主君であるフランス王フィリップ1世にフィリッパの名義でトゥールーズ伯領の統治権を主張したが、後に十字軍を利用したベルトランによりトゥールーズを奪還された。1112年、ベルトラン死没後は彼の異母弟に当たるアルフォンス・ジュルダンが5 - 6歳の幼さで相続しトゥールーズ伯となった際、1113年から1119年までの間、ギヨーム9世はアルフォンスがまだ領主になるには幼過ぎることを主君ルイ6世に主張し、トゥールーズの統治権を得るが、結局トゥールーズを完全に取り戻すことは叶わなかった。
1115年にギヨーム9世は臣下シャテルロー副伯エメリー1世夫人ダンジュルーズを誘拐すると愛人に迎え、宮廷敷地内のモーベルジョン塔に住まわせた。 フィリッパは教会や友人に夫からの仕打ちを訴え、夫の愛人ダンジュルーズのアキテーヌの城から追放を試みるが、当時の封建制度による権力関係から味方になってくれる者はほぼ無く、ギヨーム9世が誰の説得にも耳を貸さなかったため、結局愛人の追放は失敗に終わる。

### 別居、隠棲
愛人を居城の敷地内に囲われ、妻として長年尽くしてきた恩を夫に仇で返され、屈辱を受けたフィリッパはアキテーヌから去り、フォントヴロー修道院に隠棲した。
その後ギヨーム9世は教会にフィリッパとの婚姻の無効を申し立てたが、ギヨーム9世と愛人ダンジュルーズは教皇から破門されており、聖務停止となったため、ギヨーム9世は本妻フィリッパとの離婚はもちろん、ダンジュルーズとの再婚も叶わなくなった。
修道院隠棲後、フィリッパはギヨーム9世の前妻で先にフォントヴロー修道院に隠棲していたエルマンガルド・ダンジューと親友になり、2人は交流を重ね、一緒にギヨーム9世への誹謗を言い合って過ごした。しかし、フィリッパは自分の信仰や女性の地位向上の理想を叶えるための活動に励んだが、愛人を優遇して自分がアキテーヌ領から退く元凶となった夫に対する怒りと悔しさにより、心静まることはなかった。
修道院に入って明後年の1117年11月28日に死因不明でフィリッパは死去した。

## 死後
フィリッパの死後、エルマンガルドはすぐに、ダンジュルーズをアキテーヌから追放させようと行動し、故フィリッパのために復讐を目論んだ。
トゥールーズ伯領に対するフィリッパの継承権は有効であり、彼女の孫娘にあたるアリエノール・ダキテーヌがルイ7世と結婚しフランス王妃となった後、1141年にトゥールーズ伯位を主張し占領しようとした。
また、アリエノールの2人目の夫イングランド王ヘンリー2世との息子リチャード1世もイングランドとトゥールーズの併合を目論んだ。
余談であるが、16世紀末まで「フィリップ（Philippe）」という名は男性だけではなく、女性の名前としても名付けられており、彼女の本来の正確な名は「フィリップ」が妥当であるとされる。最も一般的な男性名である「フィリップ」の女性形である「フィリッパ」という名は、イギリスで17世紀に、フランスでは19世紀に現れた名である。そのほか、フランスには「フィリップ」の女性形とされる「フィリピーヌ」という名もあるが、それは近代以降の18世紀初頭に現れた名前である。

## 子女
- ギヨーム10世（1099年 - 1137年） - アキテーヌ・ガスコーニュ公にしてポワティエ伯。
- レーモン（1099年以降 - 1149年6月29日） - アンティオキア公 ※生母をダンジュルーズであったとする説あり。
- アニェス（1103年 - 1159年） - トゥアール副伯エメリー5世と結婚し、死別後アラゴン王ラミロ2世と再婚。
- 聖マクサンスの年代記によると、ギヨーム9世には、他で存在は明記されているもの名前の記録がない娘が4人おり、その母をフィリッパとする説が唱えられ、その中の1人であるフィリッパという娘がペリゴール伯エリーと結婚し、アデライード（1102年頃 - ?）という娘は、シャテルロー副伯エメリー1世とダンジュルーズの次男フェイ＝ラ＝ヴィヌーズ卿ラウル・ド・フェイと結婚したと推察される。